# Valle negro
Valle negro es una película en blanco y negro de Argentina dirigida por Carlos Borcosque según su propio guion escrito en colaboración con Jack Hall sobre la novela homónima de Hugo Wast que se estrenó el 10 de septiembre de 1943 y que tuvo como protagonistas a María Duval, Carlos Cores, Nélida Bilbao y Elisardo Santalla. Hay una versión anterior homónima sin sonido, dirigida en 1924 por Carlos Betelli y J. Caini, y filmada en la provincia de Córdoba por la Hugo Wast Film.

## Sinopsis
Un joven huérfano es adoptado por un terrateniente autoritario y en una finca de la sierra se enamora de su hija.

## Reparto
- María Duval
- Carlos Cores
- Nélida Bilbao
- Elisardo Santalla
- Leticia Scury
- Enrique García Satur
- Juan Sarcione
- Ada Cornaro
- Rossina Grassi
- Edgardo Morilla
- Enrique Chaico

## Comentarios
Roland opinó en Crítica: “Clima sombrío y a ratos monótono…mucho más libre de concesiones vulgares que la novela” y Manrupe y Portela la consideran un dramón serrano al servicio de una parejita joven.